# Valfrid Paulsson-reservatet
Valfrid Paulsson-reservatet är ett 33,6 hektar stort domänreservat och Natura 2000-område inom Ekopark Skatan i Vindelns kommun.
Reservatet präglas av gammal tallskog och två tjärnar, Blåtjärnarna. Det är uppkallat efter Naturvårdsverkets förre generaldirektör Valfrid Paulsson, som var uppvuxen i den närbelägna byn Hjuken.